# Juniperus comitana
Juniperus comitana là một loài thực vật hạt trần trong họ Cupressaceae. Loài này được Martínez mô tả khoa học đầu tiên năm 1944.